# Großes Moor bei Becklingen
Das Naturschutzgebiet Großes Moor bei Becklingen hat eine Größe von 850 ha, davon liegen 666 ha im Landkreis Celle und 184 ha im Landkreis Heidekreis. Seit dem 16. Dezember 1985 ist das Gebiet unter Schutz gestellt. Eine Fläche von 776,6 ha ist als FFH-Gebiet ausgewiesen. Das Moor liegt in der Lüneburger Heide, südlich von Wietzendorf und östlich von Becklingen, einem Ortsteil der Stadt Bergen. Die Meiße hat in diesem Hochmoor ihr Quellgebiet.

## Entwicklung

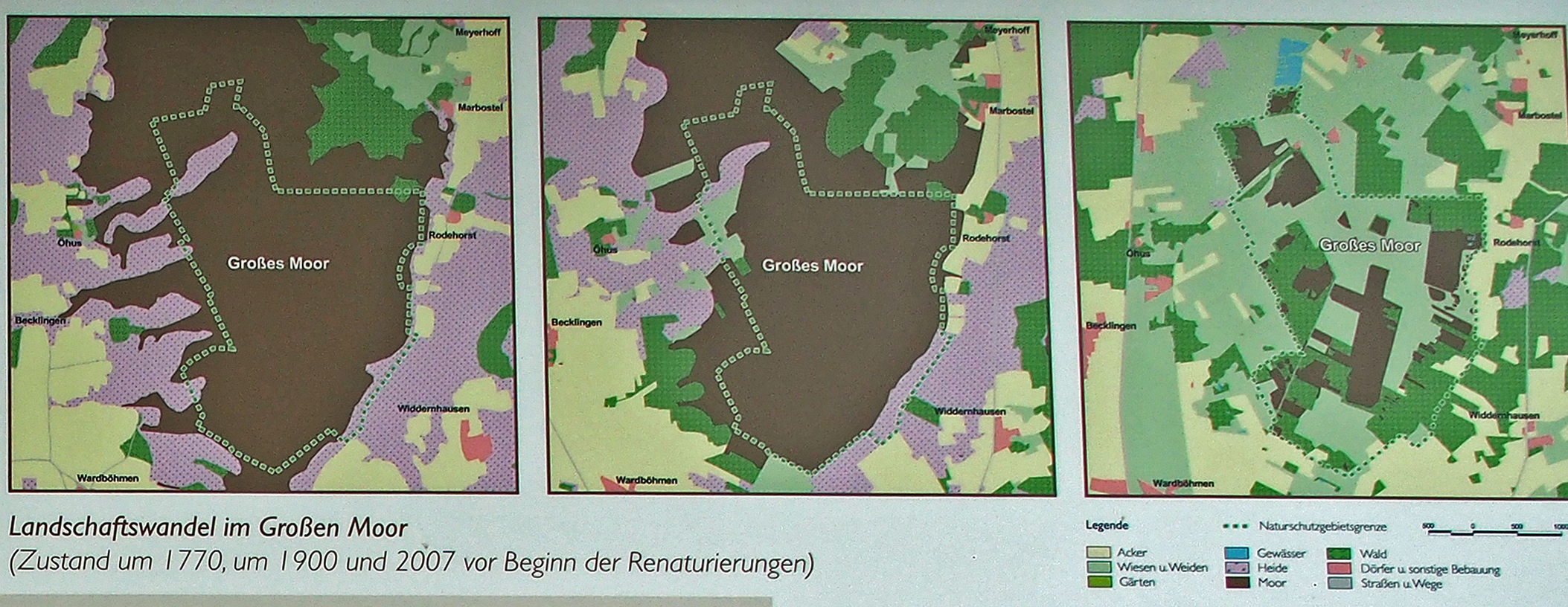
Entwicklung des Moores um 1770, 1900 und 2007

Das ursprüngliche Moor wurde seit den 1950er Jahren entwässert und größtenteils zu Grünland umgewandelt, um hier kleinere ländliche Siedlungen anzulegen. Das Land Niedersachsen hat inzwischen große Flächen erworben. Durch Wasserrückhaltung soll die ursprüngliche Moorlandschaft wieder geschaffen werden. Die Vorfluter, die einstmals zur großflächigen Entwässerung des Moores ausgehoben wurden, sind durch Dämme wieder aufgestaut worden. Große Flächen des Naturschutzgebietes wurden entkusselt. Teilweise wurden waldartige Gebiete von Bäumen, überwiegend Kiefern und Birken befreit. In dem Naturschutzgebiet befindet sich eine Plantage mit Kulturheidelbeeren. Diese Neophyten haben sich auch außerhalb der Plantage stark ausgebreitet und bereiten hier Probleme, ebenso wie die Spätblühende Traubenkirsche, die sich in dem Gebiet stark verbreitet hat.

## Flora und Fauna

### Flora
Weite Flächen des Moores sind von Blauem Pfeifengras bewachsen.
Das Naturschutzgebiet bietet aber auch verschiedenen, zum Teil seltenen und geschützten Pflanzen und Tieren Raum. An Pflanzen findet man hier zum Beispiel den fleischfressenden Rundblättrigen und den Mittleren Sonnentau, außerdem den Königsfarn, das Weiße Schnabelried, Scheiden-Wollgras, Schmalblättriges Wollgras, Gelbe Moorlilie, Purgier-Lein, Krähenbeeren, Rauschbeeren und Rosmarinheide. Der Bestand der zweiblättrigen Waldhyazinthe (ein Orchideengewächs) hat sich stark verbreitet. Im Wasser wächst der ebenfalls fleischfressende Kleine Wasserschlauch.

### Fauna
In dem Gebiet lebt der Moorfrosch und der seltene und auf der Roten Liste gefährdeter Arten in Kategorie 2 (stark gefährdet) geführte Hochmoor-Bläuling. Der Kranich zieht hier seine Jungen auf, der Ziegenmelker, der Wiesenpieper, Große Brachvogel, Raubwürger, Neuntöter, Schwarzkehlchen und Braunkehlchen, die Goldammer, Kiebitz und Bekassine haben sich angesiedelt. An Libellenarten findet man im Moor die Nordische, Kleine und die Große Moosjungfer, Heidelibellen und die Torf-Mosaikjungfer.
Infolge der Abgeschiedenheit bietet das Moor einen bedeutenden Lebensraum für das vom Aussterben bedrohte, sehr störungsempfindliche Birkhuhn.
Zusammen mit den benachbarten und großteils zusammenhängenden Bereichen um die Truppenübungsplätze Munster und Bergen, dem Naturschutzgebiet Lüneburger Heide, dem Schießplatz Unterlüß der Firma Rheinmetall und der Großen Heide bei Unterlüß, dem Kiehnmoor und Brambosteler Moor, den Mooren bei Sittensen, dem Ostenholzer Moor, den Meißendorfer Teichen und dem Bannetzer Moor beherbergt dieser Teil der Lüneburger Heide den größten zusammenhängenden Birkhuhnbestand des mitteleuropäischen Tieflands.

Großes Moor bei Becklingen
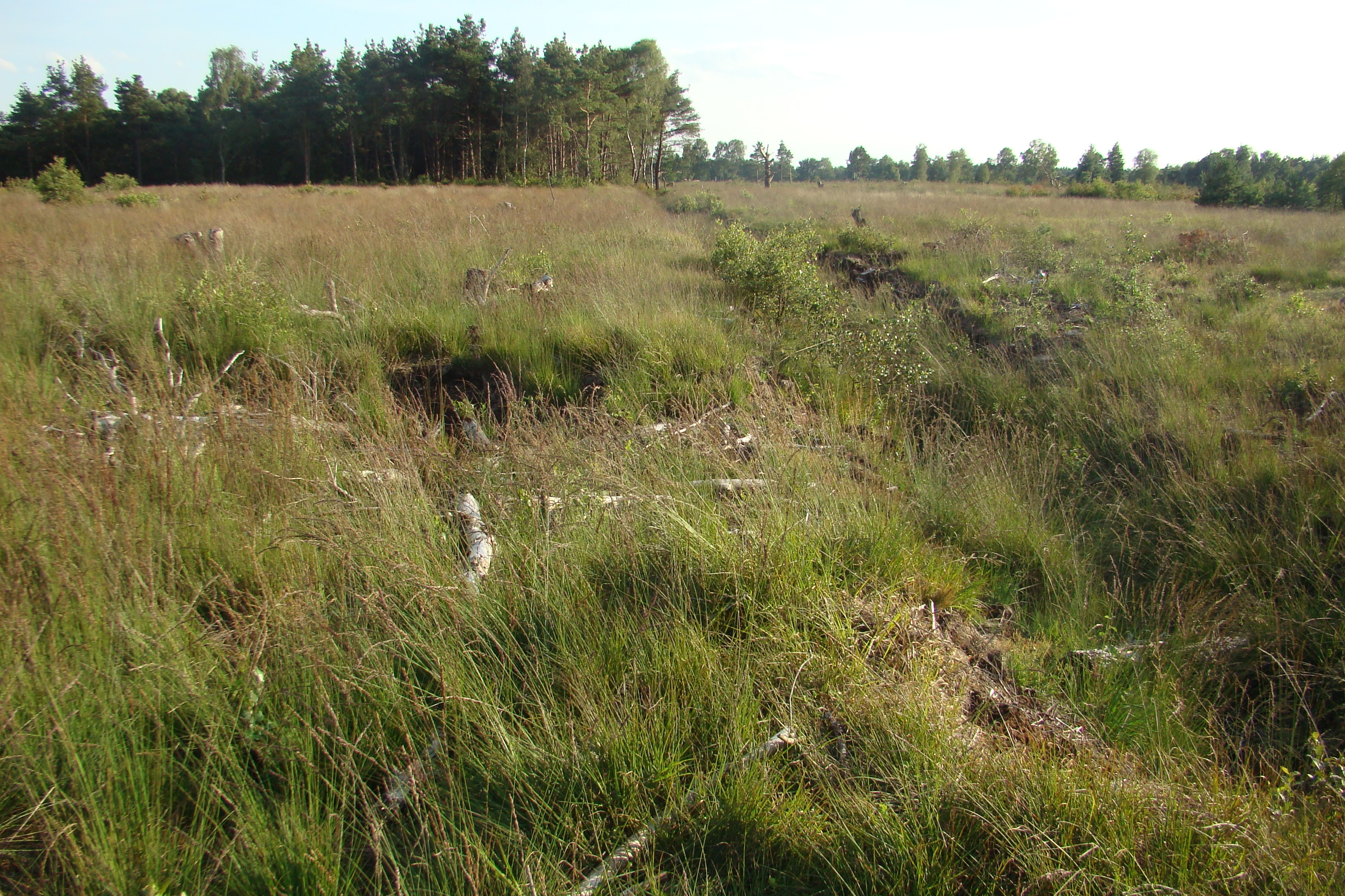
Fläche im Großen Moor bei Becklingen
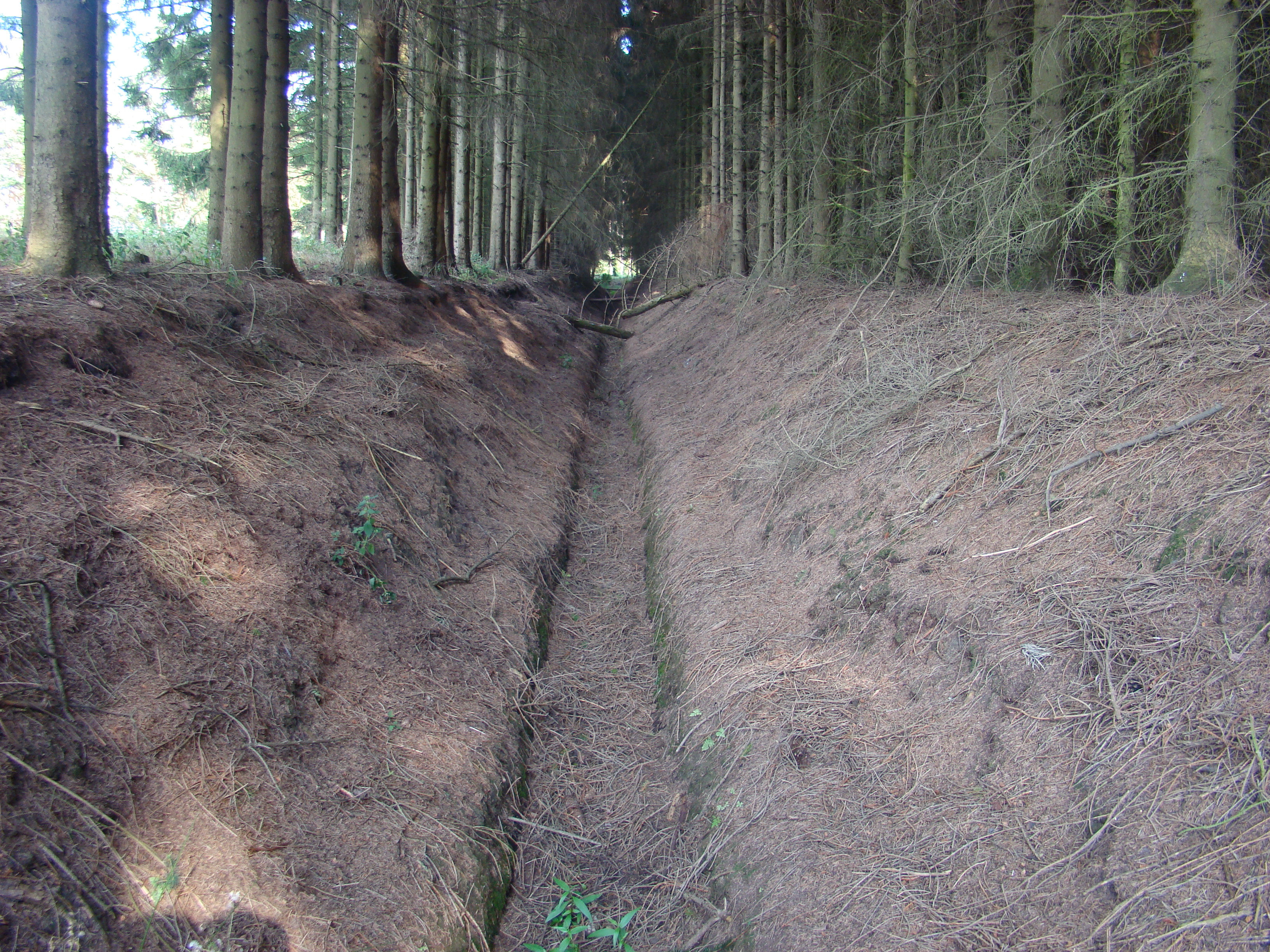
Ehemaliger inzw. trockengelegter Entwässerungs-Graben aus dem Moor
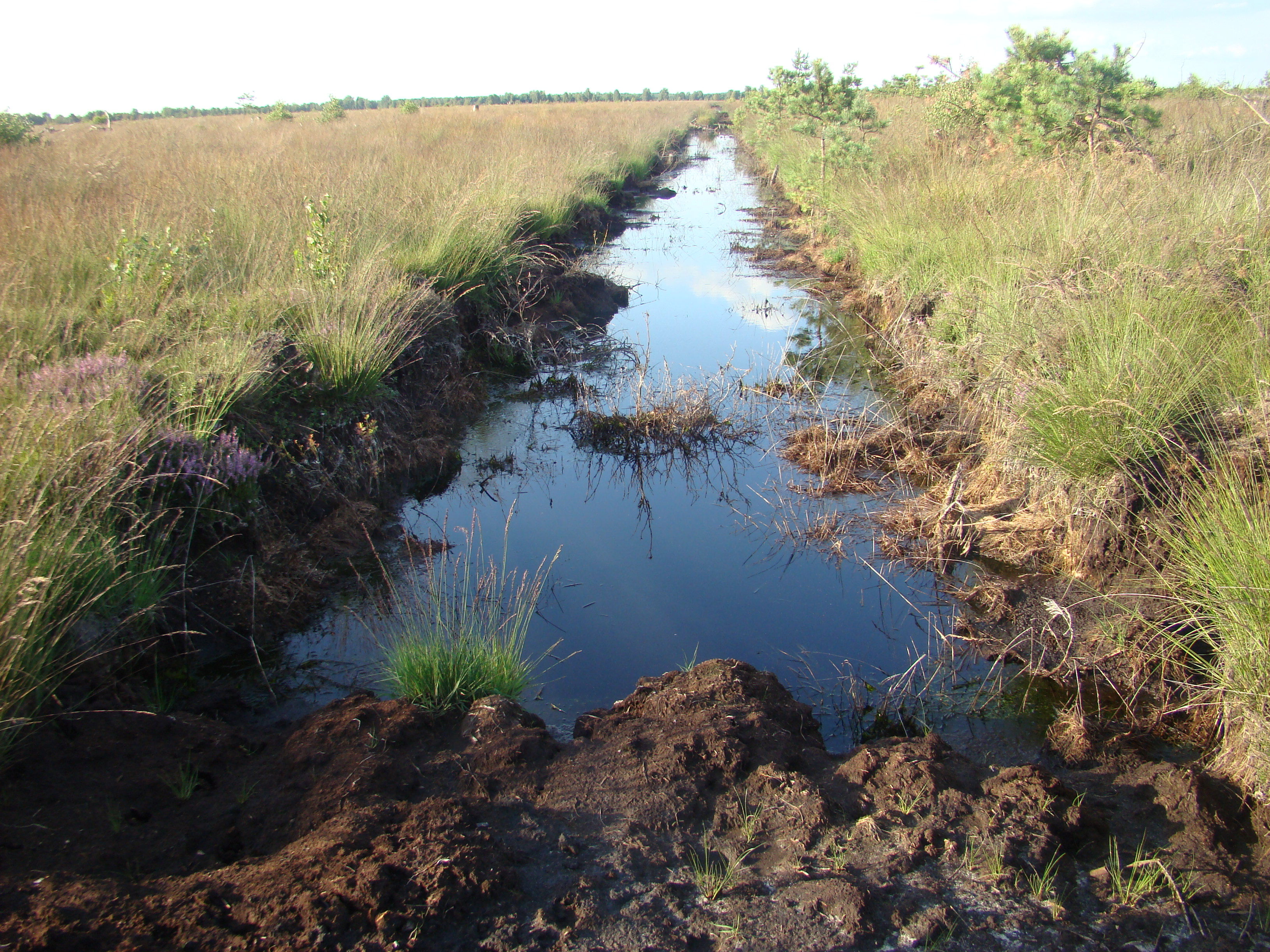
Gestauter Vorfluter 2009
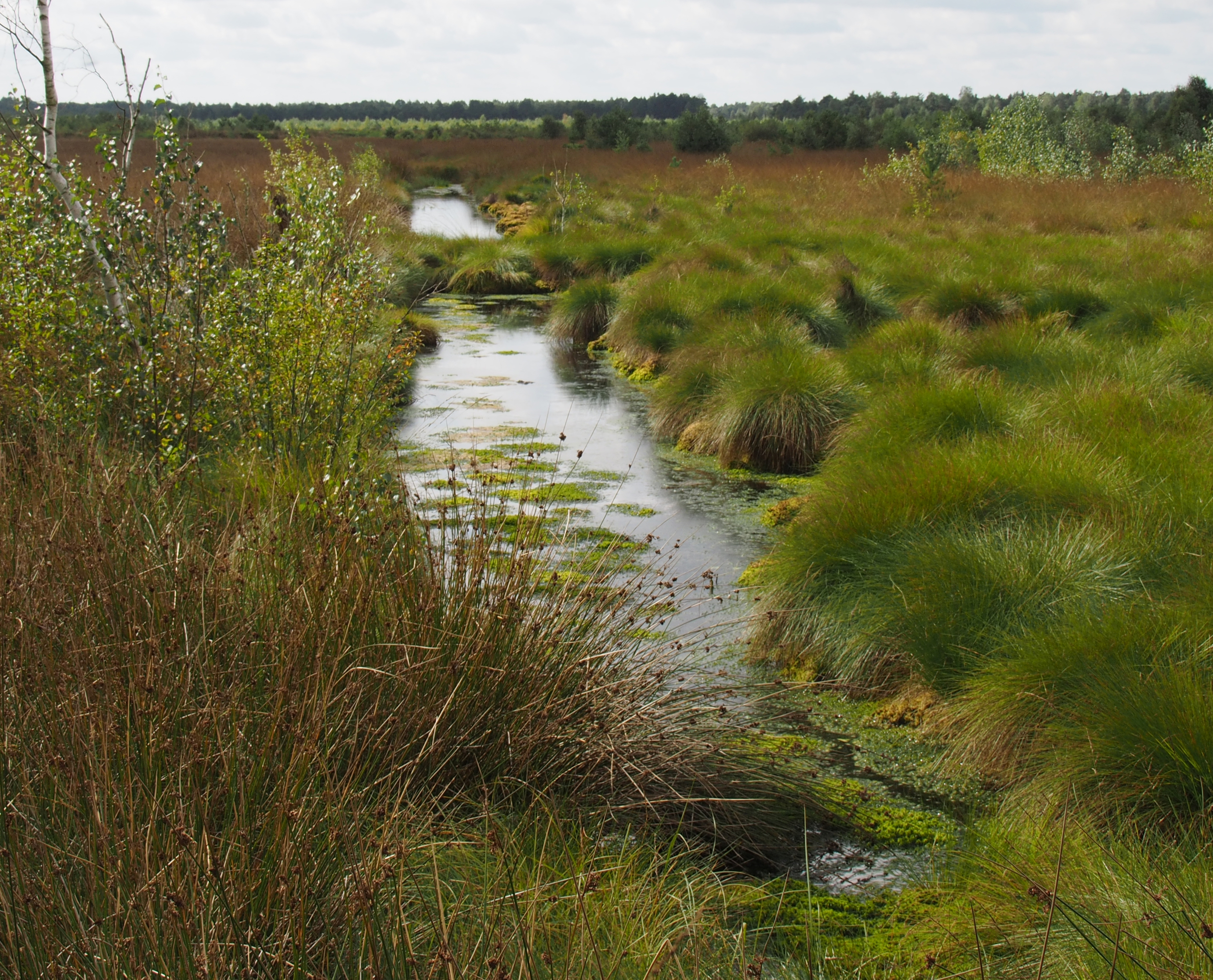
Gestauter Vorfluter 2020
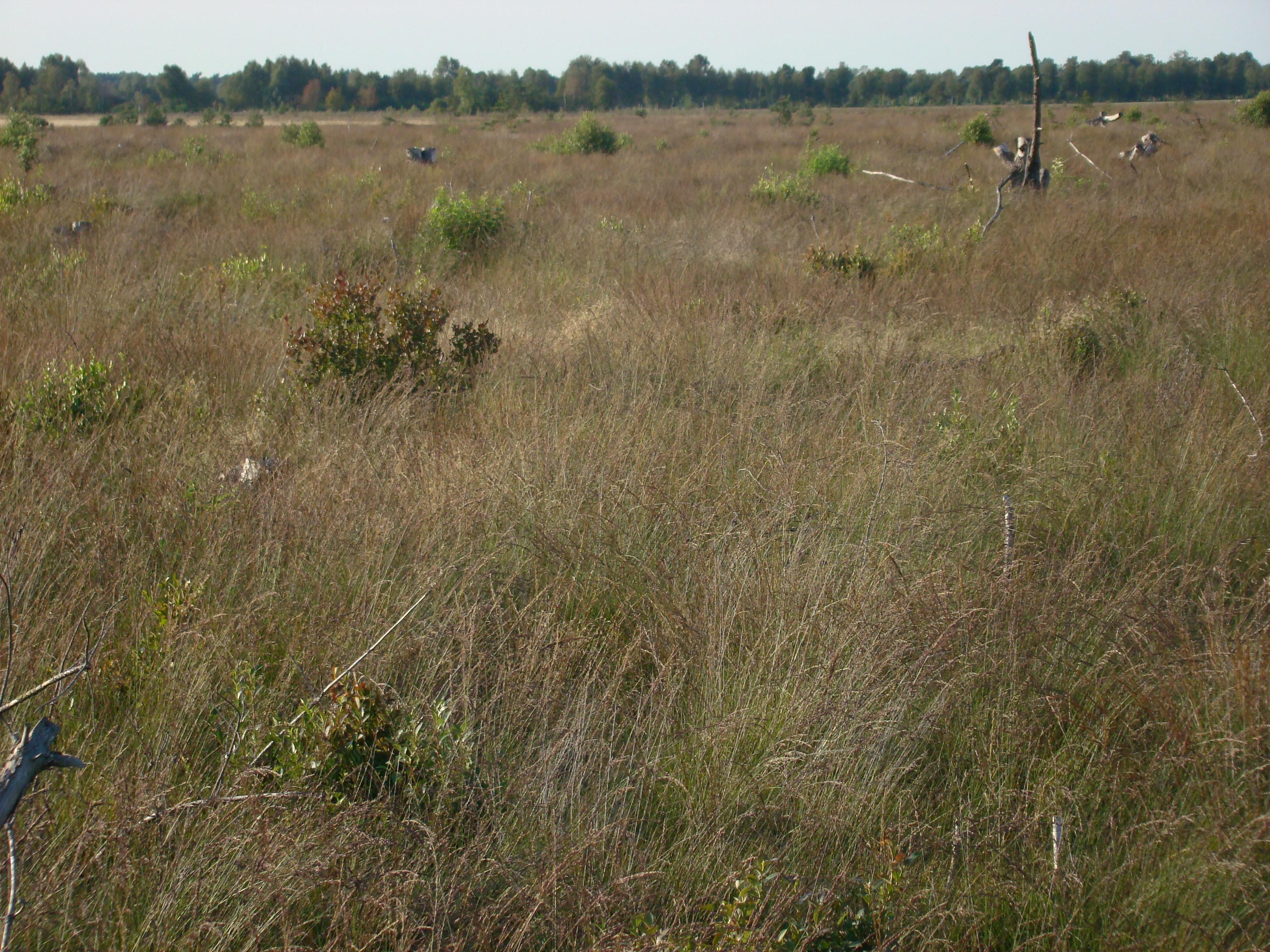
Fläche mit Pfeifengras, dazwischen Kulturheidelbeer-Sträucher
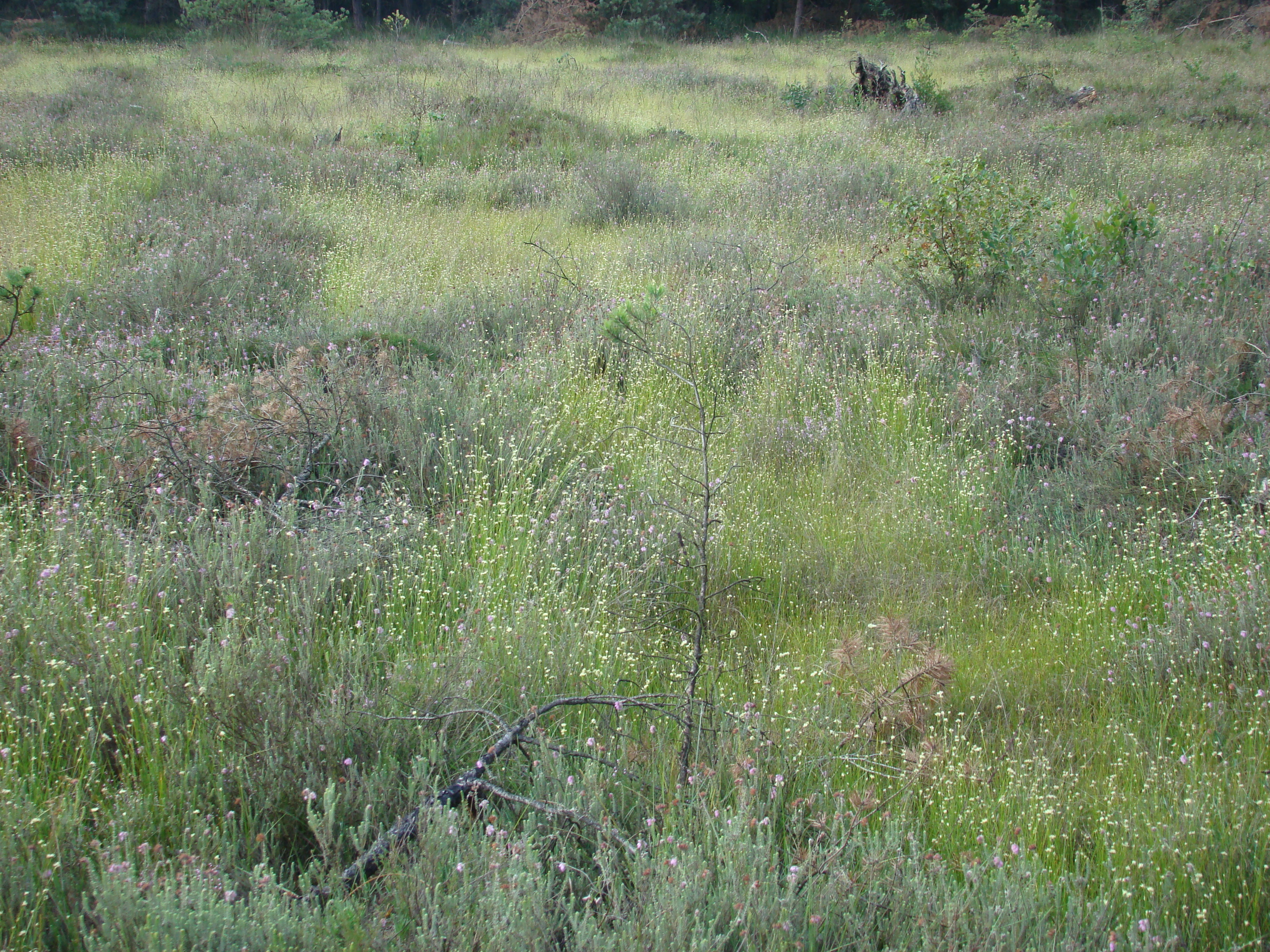
Fläche im Moor mit Weißem Schnabelried
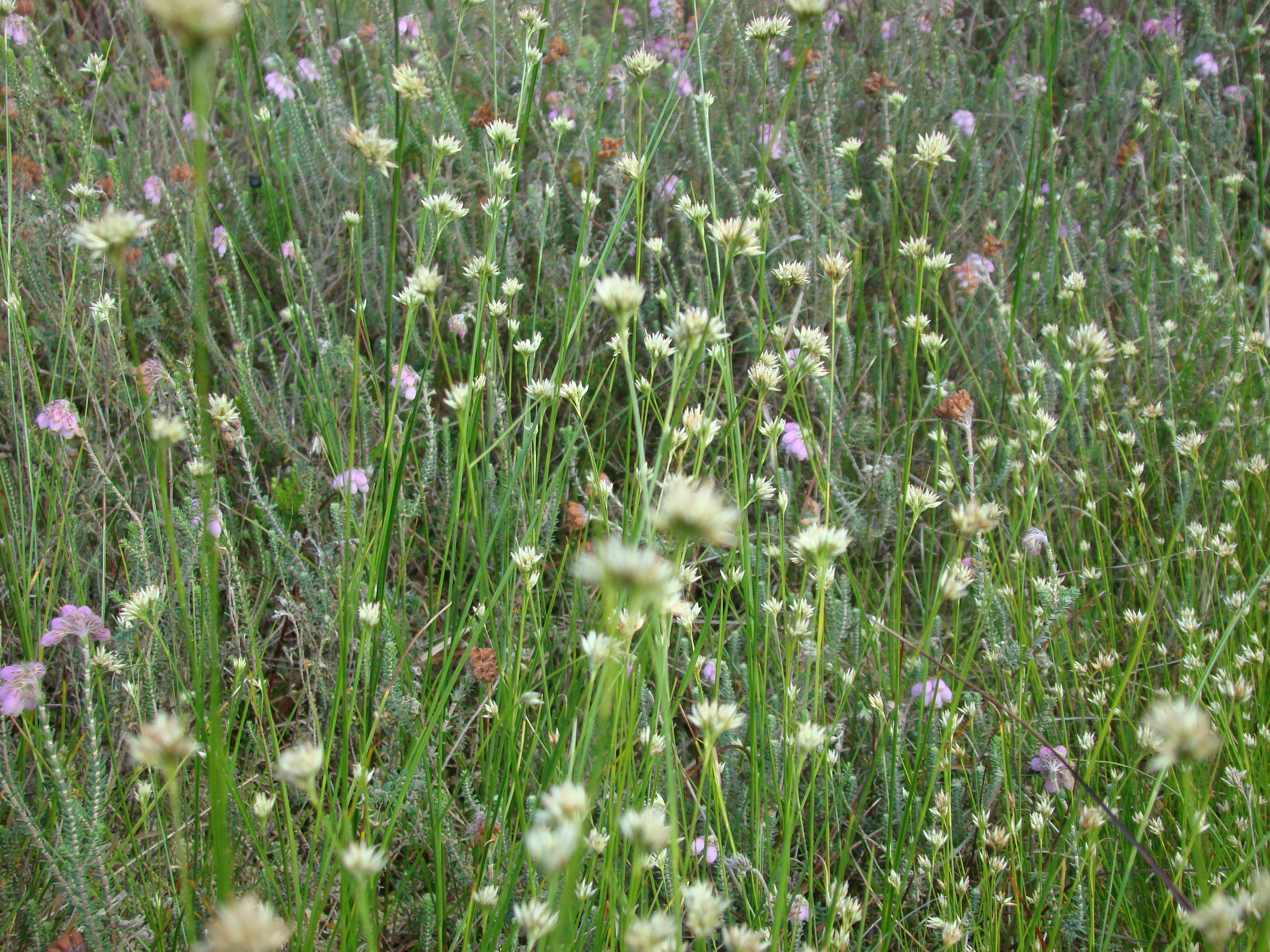
Das Weiße Schnabelried
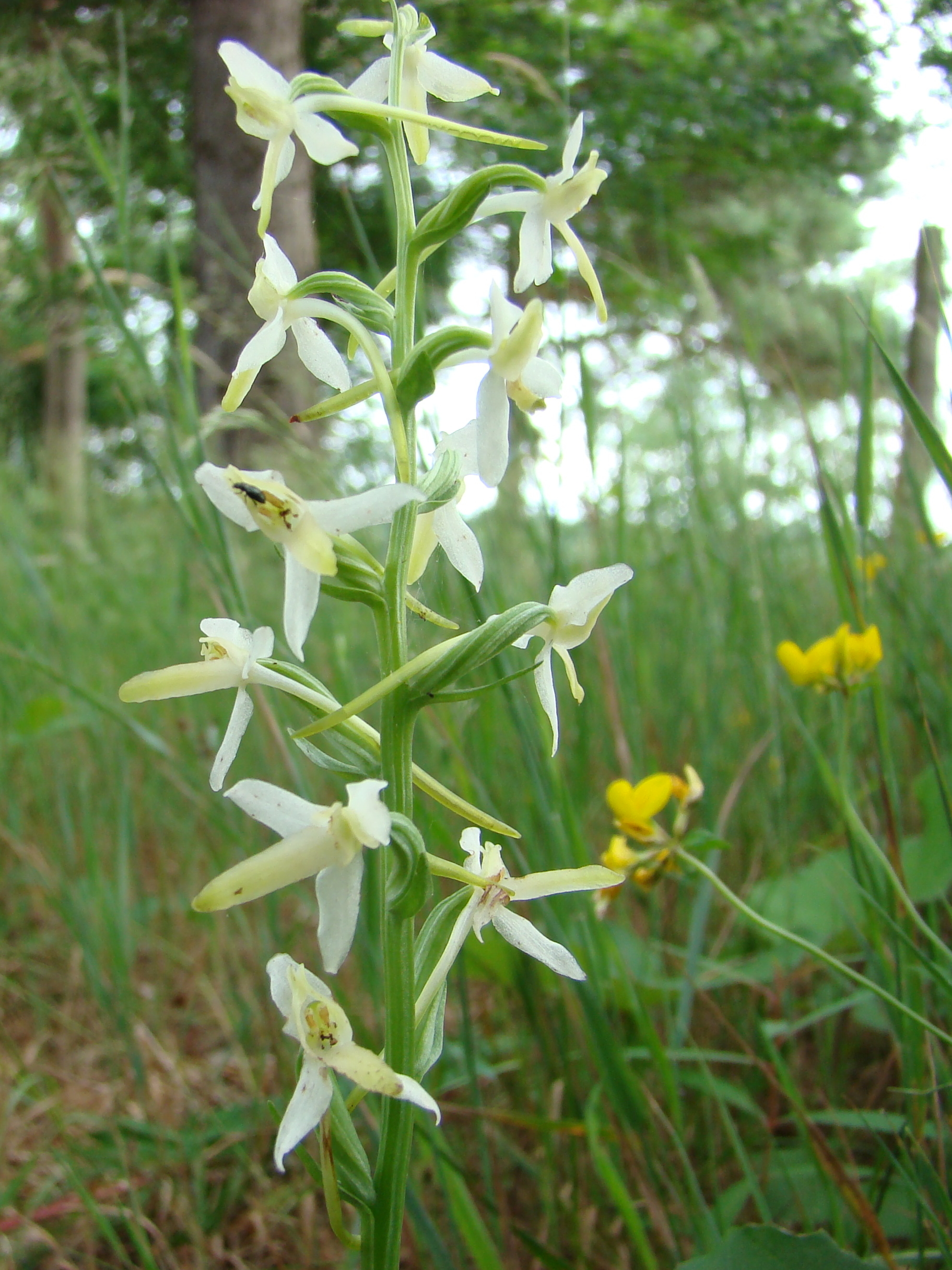
Die Zweiblättrige oder auch Weiße Waldhyazinthe
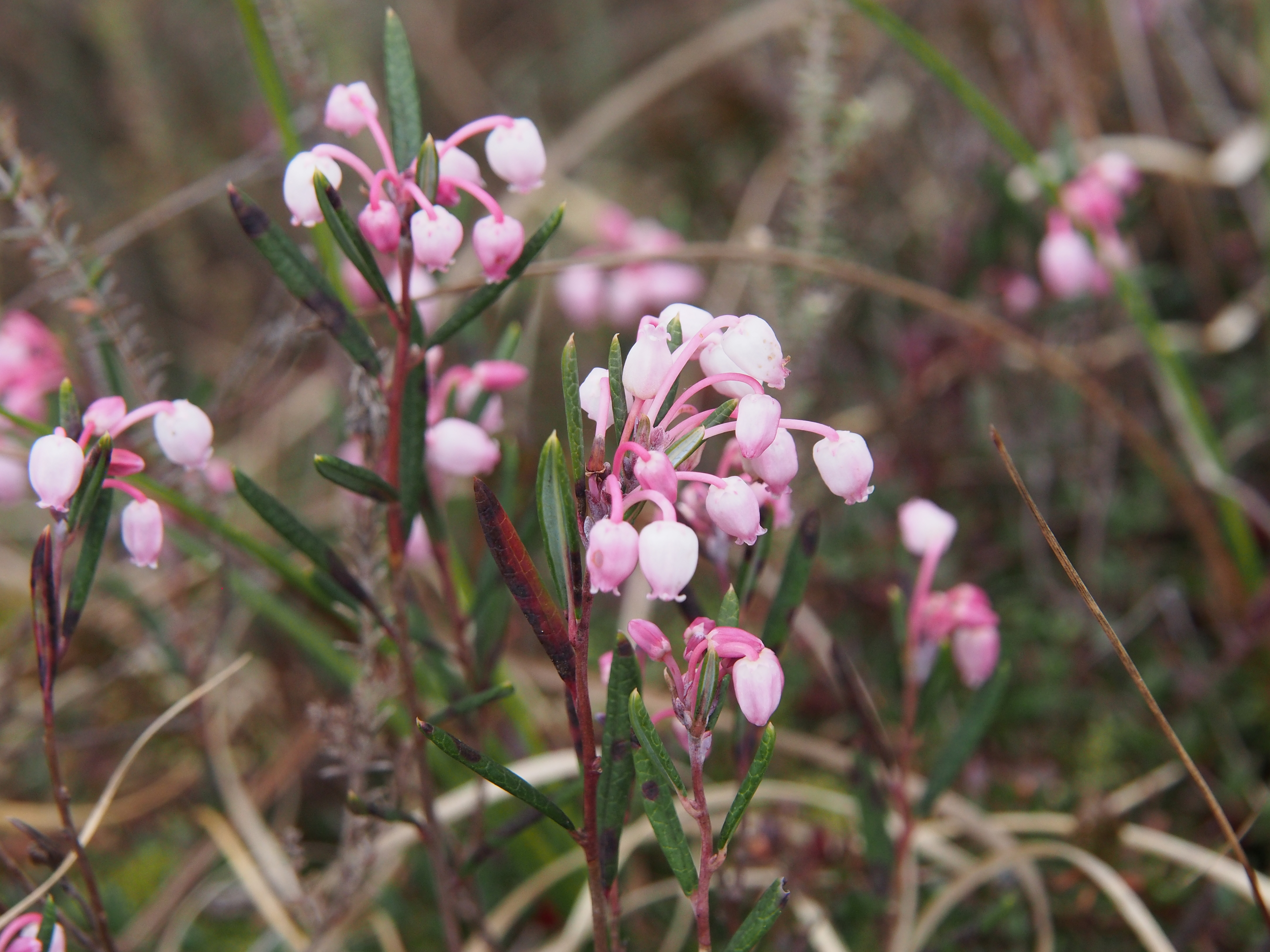
Rosmarinheide
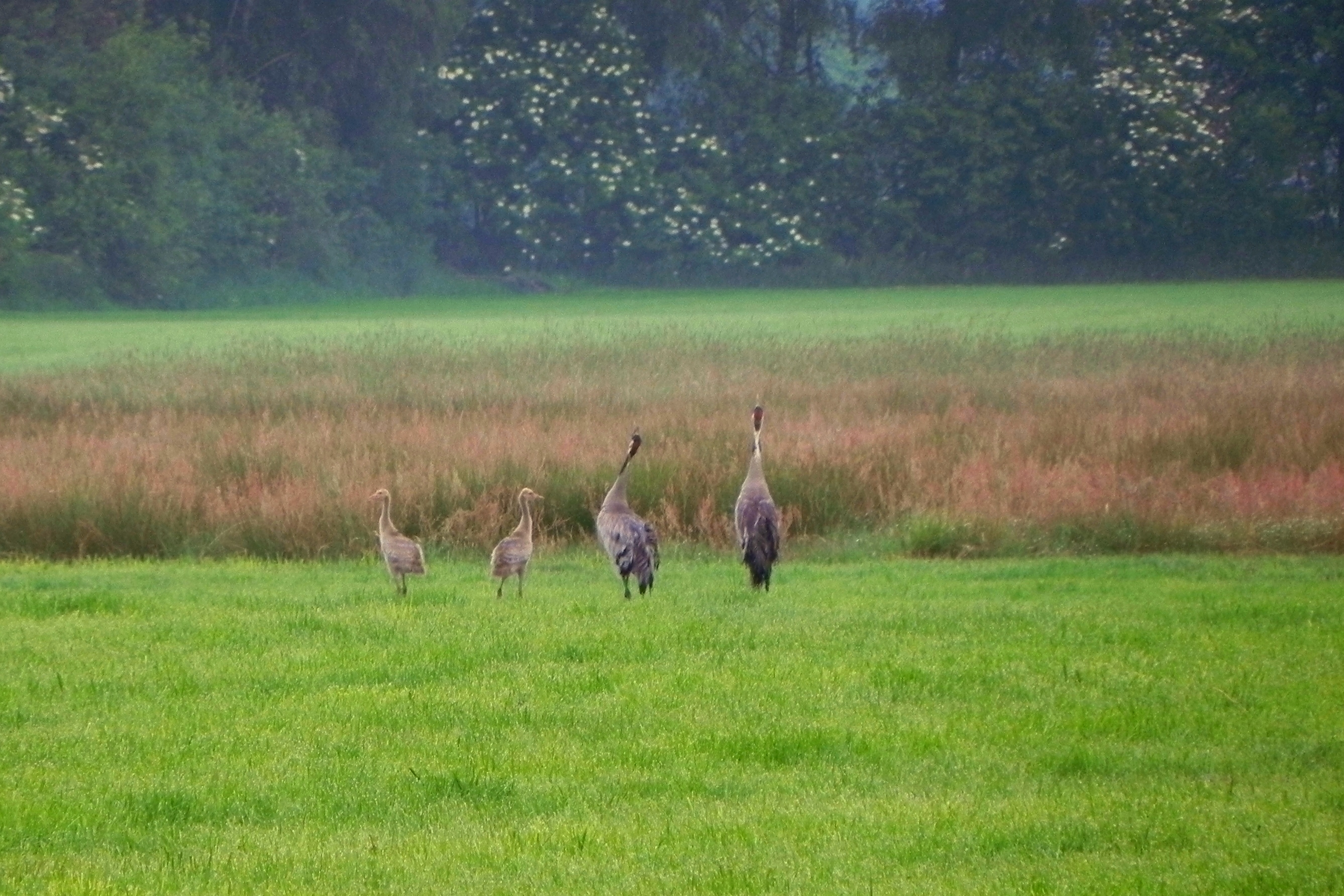
Kranichpaar mit zwei Jungen am Rande des Moores
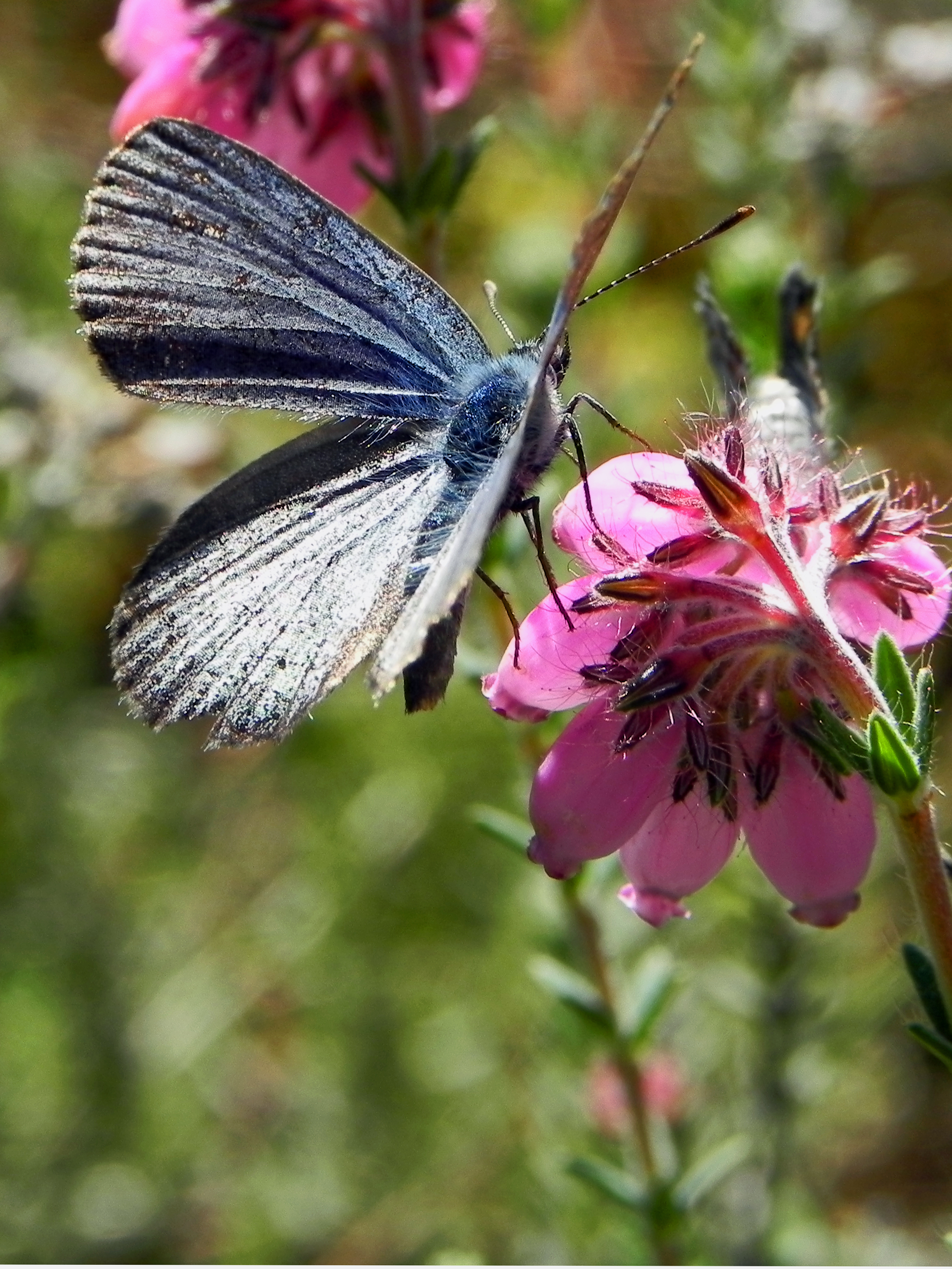
Hochmoor-Bläuling auf Glockenheide im Moorgebiet

## Nutzung

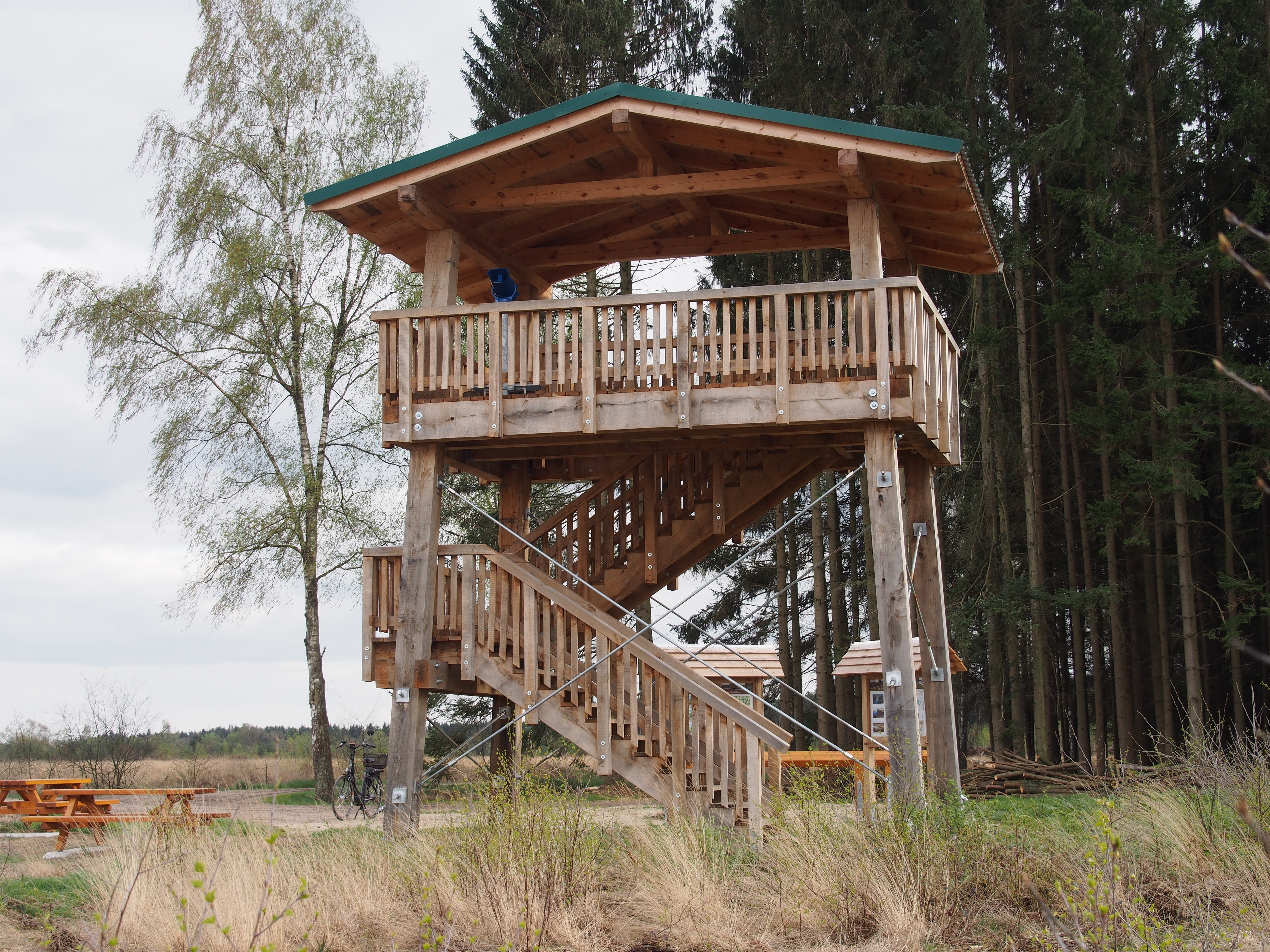
Aussichtsturm

Im November 2013 wurde im Südosten des Naturschutzgebietes der Heinrich-Eggers-Turm, ein 8,44 Meter hoher Aussichtsturm aus Eichenholz errichtet.  Er ist für die Öffentlichkeit freigegeben. Auf seiner Aussichtsplattform befindet sich ein fest installiertes Fernrohr. Am Fuß des Turmes informieren Schautafeln über die Entwicklung des Hochmoors seit 1770 und die bisher zur Renaturierung durchgeführten Maßnahmen. 